# Etnosemiotica
L'etnosemiotica è una prospettiva disciplinare che coniuga la concettualità semiotica e la metodologia etnografica.

## Definizione
Viene definita per la prima volta da Algirdas Julien Greimas e da Joseph Courtés nel Dizionario ragionato della teoria del linguaggio:
"1. L'etnosemiotica non è, a dire il vero, una semiotica autonoma – entrerebbe allora in concorrenza con un campo del sapere già costituito sotto il nome di etnologia o di antropologia, il cui contributo all'avvento della stessa semiotica è considerevole –, ma piuttosto un campo privilegiato di curiosità e di esercizi metodologici […] 6. Dato che la semiotica generale autorizza a trattare come discorsi o testi le concatenazioni sintagmatiche non linguistiche (gestuali, somatiche, ecc.), il quadro di esercizio dell'etnolinguistica si allarga verso un'etnosemiotica: le analisi, ancora poco numerose, dei rituali e dei cerimoniali, lasciano supporre che l'etnologia sia suscettibile di divenire, una volta di più, il luogo privilegiato della costruzione di modelli generali dei comportamenti significanti".
Negli anni 2000 in Italia la disciplina vede un rinnovato interesse grazie agli studi e alle ricerche di Maurizio del Ninno, Tarcisio Lancioni e Francesco Marsciani. Sotto la guida di Francesco Marsciani nasce a Bologna, nel 2007, il CUBE (Centro Universitario Bolognese di Etnosemiotica), tuttora attivo in numerosi campi di indagine. Nel 2015, attraverso il CUBE nascono la collana Quaderni di Etnosemiotica e il Laboratorio di Etnosemiotica.

## Focus e ambiti di indagine
L'etnosemiologo si occupa dell'analisi di sistemi significanti individuati – attraverso l'osservazione e l'applicazione della metodologia etnografica – all'interno di specifici contesti culturali. Le principali ricerche condotte sinora si sono concentrate su: spazio urbano, terapia, rituali, folklore, pratiche quotidiane.
In Italia si possono distinguere due scuole di pensiero nate attorno all'etnosemiotica:
- un orientamento urbinate, fondato da Maurizio del Ninno, il quale si è occupato principalmente di seguire le orme teoriche di Claude Lévi-Strauss e Georges Dumézil, molto vicina all'Antropologia sociale francese.
- un orientamento bolognese-senese, fondato da Tarcisio Lancioni e Francesco Marsciani, i quali si sono occupati, invece, di costruire un corpus metodologico e concettuale efficace per l'applicazione dell'analisi semiotica a diversi ambiti del quotidiano[3].

Dal 2015 il Laboratorio di Etnosemiotica conduce ricerche in ambito sia teorico che metodologico, cercando di coniugare le linee di indagine delle due scuole. Nato all'interno di CUBE, attivo presso l'Università di Bologna, svolge ricerche multidisciplinari. La sinergia tra osservazione etnografica e analisi dei valori manifesti offre risultati efficaci dal punto di vista della capacità descrittiva dei fenomeni sociali.